# Qālvāzeh
Qālvāzeh (persiska: قَلوَزِه, قالوازه) är en ort i Iran.   Den ligger i provinsen Kurdistan, i den nordvästra delen av landet, 400 km väster om huvudstaden Teheran. Qālvāzeh ligger 1 941 meter över havet och antalet invånare är 127.
Terrängen runt Qālvāzeh är huvudsakligen kuperad. Qālvāzeh ligger nere i en dal.Runt Qālvāzeh är det ganska tätbefolkat, med 222 invånare per kvadratkilometer. Närmaste större samhälle är Bāyanchūb, 9,9 km öster om Qālvāzeh. Trakten runt Qālvāzeh består i huvudsak av gräsmarker.